# Adolphe-André Porée
Pour les articles homonymes, voir Porée.
André Adolphe Porée, né le 14 mars 1848 à Bernay et mort le 28 février 1939 à Saint-Aubin-d’Écrosville, est un prêtre catholique, archéologue et historien français.

## Biographie
D’une famille originaire de Beaumont-en-Auge, son père Adolphe Porée dirigeait une teinturerie à Bernay. Très pieux, Porée embrassa la prêtrise à l’âge de vingt-trois ans. En 1871, il devint vicaire à la collégiale des Andelys et en 1875, curé de Bournainville-Faverolles où il restera cinquante-trois ans. Se consacrant, le jour, à ses ouailles, il passait ses nuits à des études d’archéologie, s’intéressant tout particulièrement aux églises de l’Eure, vendues au cours du Premier Empire, aux notabilités locales et à l’impact de la Révolution française.
Le chanoine Porée, qui était également archiviste du diocèse, entreprit, de 1890 à 1892, des expéditions archéologiques à travers la France, la Belgique, l’Allemagne, la Suisse et l’Italie.
En 1882, il découvrit, en collaboration avec l’abbé de La Balle et Gaston Le Breton une statue perdue de Pierre Puget, dans l’ancien parc du château de La Londe à Biéville-Beuville. Cette statue représentant Hercule terrassant l’hydre de Lerne, qui s’élevait à l’origine au château de Vaudreuil, est maintenant au musée des beaux-arts de Rouen.
Disciple d’Auguste Le Prévost et de Léopold Delisle, il fut directeur de la Société des antiquaires de Normandie, membre correspondant de l’Académie des inscriptions et belles-lettres et officier de l’Instruction Publique. En 1926, il fut fait chevalier de la Légion d’honneur. Plusieurs rues reçurent son nom après sa mort, comme au Bec-Hellouin, Bournainville-Faverolles, Pont-Audemer et Bernay. En 1964, une stèle à sa mémoire fut érigée au cimetière de Bournainville. En 2000, un local de l’ancien presbytère (aujourd’hui la mairie) fut aménagé en musée Porée.
Le grand œuvre du chanoine Porée est son Histoire de l’abbaye du Bec.

## Publications partielles
- Description du vitrail de Saint-Léger à Notre-Dame d'Andely, Tours, P. Bousrez, 1877 (lire en ligne)
- Guide historique et descriptif de l'étranger aux Andelys, Les Andelys, Caron, 1879
- Notice sur la seigneurie et le château du Blanc-Buisson, Caen, F. Le Blanc-Hardel, 1884 (lire en ligne)
- Guillaume de La Tremblaye, sculpteur et architecte, 1644-1715, Caen, F. Le Blanc-Hardel, 1884 (lire en ligne)
- L'Hercule terrassant l'hydre de Lerne de Puget, Bernay, Vve A. Lefèvre, 1884 (lire en ligne)
- Un peintre bernayen : Michel Hubert-Descours, 1707-1775, Bernay, J. et A. Lefèvre, 1889 (lire en ligne)
- Guide du touriste aux Andelys, Lille, Ferjus Caron, 1893
- Histoire de l’abbaye du Bec, Évreux, Charles Herrissey, 1901 (réimpr. Bruxelles, Éd. Culture et Civilisation, 1980) (lire en ligne)
- Note sur Auguste Le Prévost et Charles Nodier, Rouen, Léon Gy, 1903 (lire en ligne)

## Distinctions
- Chevalier de la Légion d'honneur (1926)
- Officier de l'Instruction publique

## Sources
- Bulletin de la Société des antiquaires de Normandie, vol. 46-47, Société des antiquaires de Normandie, Caen, 1939, p. 15 passim.